# Конгресна Пољска
Конгресна Пољска је била држава која је од 1814. до 1915. била у персоналној унији са Царском Русијом. Створена је на Бечком конгресу 1815. и тада се називала Конгресна Пољска. Имала је властиту армију, устав, новац, законе и царину до 1831, када је и формално анектирана Руској Империји.

## Становништво
Конгресна Пољска је имала 128.500 km² и 3,3 милиона становника (1816). Број становника је нарастао на 6,1 милион 1870. и 10 милиона 1900. Већина Пољака у Русији живела је у Конгресној Пољској, али постојала су подручја где Пољаци нису били већина.

## Настанак
Конгресна Пољска је неслужбени назив за Краљевство Пољску, која је створена од дела Варшавског војводства на Бечком конгресу 1815, када су велике силе преобликовале Европу након Наполеонских ратова. Конгресна Пољска је изгубила полунезависан статус 1831. и после тога је била јаче везана за Русију.

## Историја
Конгресна Пољска је формално када је настала била уставна монархија. Цар Русије је носио титулу краља Пољске. Конгресна Пољска је имала скупштину (сејм), који је изгласавао законе и био је одговоран цару. Пољска је тада имала властиту армију, новац (злот), буџет, законе, а и царинска граница је одвајала Пољску од Русије. Александар I Романов је био крунисан као краљ Пољске и поштовао је устав. У каснијем периоду поставио је вицекраља са готово диктаторским овлашћењима. Његов наследник Николај I Романов је одбио да се крунише као краљ Пољске, а наставио је ограничавати слободе Пољске. Пољска скупштина, сејм, је 1831. прогласила да руски цар више није краљ Пољске. Руски цар је послао војску у Пољску и угушио побуну, која је трајала 11 месеци. Отада је Конгресна Пољска постепено постајала интегрални део Царске Русије. То је формализовано 1832, када је цар укинуо устав из 1815. године. Укинуо је и законодавни орган (сејм) и пољску армију. Донета је серија мера, којима је Конгресна Пољска везана много јаче за Русију. Њена административна организација после тога је задржала мали степен различитости. 
Јануарска побуна је избила 1863, али поново је угушена до 1865. године. Од тада се уклања и сам назив и своди се на руску провинцију. Током 1880—их службени језик је постао руски. Пољски језик је био забрањен и у школама и службеним установама.
Током Првог светског рата Немачка и Аустроугарска су 1915. заузеле Пољску, створивши сателитску државу Краљевину Пољску.